# Pulszky Ágost
Cselfalvi és lubóczi Pulszky Ágost (Bécs, 1846. július 3. – Budapest, 1901. szeptember 11.) magyar jogfilozófus, szociológus, politikus, publicista. A Magyar Tudományos Akadémia tagja (l. 1887).

## Élete
Pulszky Ferenc és Walter Teréz nagyobbik fia Ágost, gimnáziumi tanulmányait, apja szabadságharc miatti emigrációja miatt (Kossuth Lajos közeli barátja, a szabadságharc alatt minisztériumi államtitkár volt) külföldön töltötte. Londonban és Torinóban tanult, majd hazatért, 1860-as években már Budapesten végezte el jogi tanulmányait. 1868-69 között katonai önkéntes szolgálatot teljesített, majd 1869-70-ben a Nógrád megyei adminisztrációban dolgozott hivatalnokként. Ezt követően Budapestre került,a pénzügyminisztérium első osztályú fogalmazója lett. 1871-es választásokon, 25 évesen , képviselőé választották. 1874-ben egyetemi magántanárként tevékenykedett, majd 1875-től már rendes tanárként oktatta a jogbölcsészetet, illetőleg szemléletváltással a jogszociológiát, a jogintézmények vizsgálatát beágyazta a társadalmi-történeti körülmények elemzésébe. Nagy hatást gyakorolt tanítványaira, akik között ott volt pl. Jászi Oszkár is. 1878-ban tisztként részt vett a Monarchia  bosznia-hercegovinai megszállásában, majd hazatérve ismét az egyetemi oktatásra helyezte a hangsúlyt. Az MTA 1887-ben levelező tagjául választotta. Tevékenysége ezt követően egyre inkább a gyakorló politikai pálya irányába orientálódott. 1894-ben barátja, báró Eötvös Loránd, a Wekerle-kabinet kultuszminisztere kérésére elvállalta a tárca államtitkári posztját, feladva egyetemi katedráját. A politikának tudományos politikaként való felfogása és művelése jellemezte parlamenti közszerepléseit.
Pulszky Ágost 55 éves korában 1901. szeptember 11-én hunyt el Budapesten, nyughelye a Fiumei úti sírkertben található.

## Munkássága
Pulszky Ágost 1866-ban Tauffer Emillel közösen írt, „A börtön-ügy múltja, elmélete, jelen állása különös tekintettel Magyarországra” című pályaművével elnyerte az egyetem első díját.  „A római jog, s az újabb kori jogfejlődés” címmel, nyomtatásban is napvilágot látott tanulmányában tisztázza a jogbölcselet feladatait, s a korábban uralkodó főbb irányzatok kritikai értékelését adja. A magyar jogbölcselet önállóságának a megteremtése és a további fejlődés megalapozása ekkor veszi kezdetét, méghozzá Pulszky jóvoltából. Hazánkban, nevéhez fűződik a jogbölcseletnek az a nagy szemléleti váltása, amely Európa nyugati területein a 19. század első felében ment végbe, ami a természetjogi szemlélettel szemben a pozitivizmust helyezte előtérbe. Pulszky Ágost 1872-ben készítette el „Az angol jogbölcselet történetéhez” című értekezését. Az 1875-ben megjelent Henry Sumner Maine: A jog őskora című művéhez , önálló értékekkel bíró jegyzeteket készített Pulszky, hiszen példaképnek tekintette az angol írót amellett, hogy műve a jognak olyan területeivel foglalkozott, amely a magyar jogtudóst is mélyen érdekelte.
1871-ben a Deák-párt tagjaként nyert mandátumot, majd 1877-től 1884-ig a mérsékelt ellenzék tagja volt a parlamentben. 1889-ben újra a szabadelvű párt tagja lett, majd Eötvös Loránd vallás- és közoktatásügyi miniszter mellett volt államtitkár. Ő lett az 1901-ben megalakult első szociológiai egyesület, a Társadalomtudományi Társaság első elnöke.
Fő műve A Jog és állambölcselet alaptanai 1885-ben jelent meg (1886-ban pedig Londonban, angolul). A szociológiát tudományrendszertani szempontból még négy tudomány komplexumának tekinti. Ezek a következők: közgazdaságtan, moráltudomány, politikatudomány, állam- és jogbölcselet.
Társadalom-elméletében Pulszky középutat keresett a liberális és szocialisztikus tanok között. Megjelenik elméletének horizontján egy nemzetek fölötti gazdasági társadalom, de ez nem lesz szocialista, hanem megmarad a kapitalista társadalom egy tökéletesített változatának.
Pulszky tehát ideológiailag szociálliberális gondolkodónak tekintendő. Nem véletlenül írta ő az első tudományos igényű munkát a szociális problémákról, A munkáskérdés címmel (1890).
Pulszky Ágosot jog- és államtudományi kutatásai, jogfilozófiai és jogbölcseleti tanulmányai kora elismert tudósai közé emelték. Nevéhez fűződik a szociológiai szemléletű társadalomtudományi gondolkodás magyarországi meghonosítása. Támogatásával jött létre 1900-ban a Huszadik Század című folyóirat. Többek szerint „valódi polihistor” volt, akit számos társadalomtudományi ág érez magáénak. Jogi, politikai, szociológiai művekből álló könyvtára, az ún. Pulszky-gyűjtemény 1939-ben – Nagy Miklós könyvtárigazgatói működése alatt – került az Országgyűlési Könyvtárba.

## Főbb művei

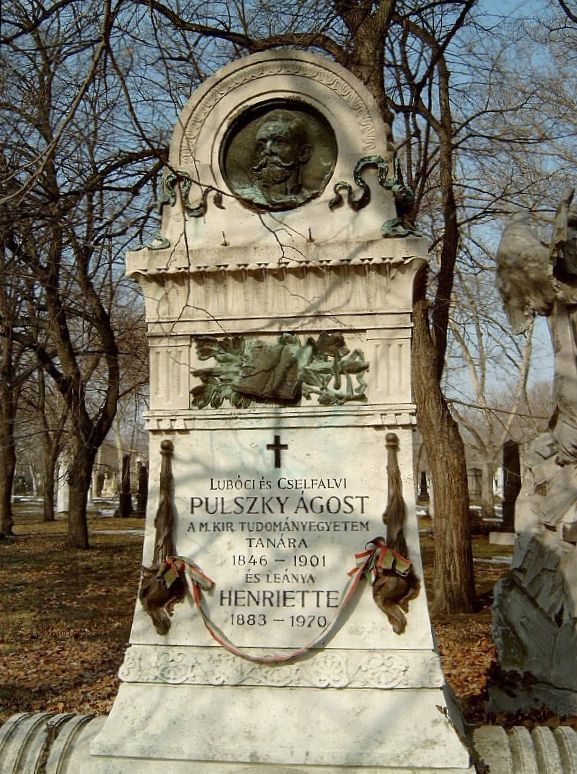
Pulszky Ágost és leánya, Henriette sírja Budapesten. Kerepesi temető: 29/3-1-16. Vögerl Alajos alkotása.

- Bölcseleti államjog. [S.I.]:[s.n.], [s.a.], 170, [2] p.
- Pulszky Ágoston-könyvtár címjegyzéke sorszám szerint. - [S.l.] : [s.n.], [s.a.]. - 35 fol.
- Pulszky Ágoston-könyvtár címjegyzéke szerző szerint. - [S.l.] : [s.n.], [s.a.]. - 45 fol.
- Pulszky Teréz–Pulszky Ágost–Pulszky Ferenc: Regék Olaszföldről; Emich, Pest, 1866
- A börtönügy múltja, elmélete, jelen állása, különös tekintettel Magyarországra. Pest: Emich G., 1867. 325 p.
- A római jog s az újabbkori jogfejlődés (1869)
- Maine, Henry Sumner: A jog őskora, összeköttetése a társadalom alakulásának történetével, s viszonya az újkori eszmékhez, ford. (1875)
- Társadalmi czéljogok: észjogi jegyzetek. [Budapest]:[s.n.], [188-]. 119, [1] p.
- Jogbölcsészeti jegyzetek: bevezetés és általános rész. Budapest:[s.n.], 188?. 270, 212 p.
- Jogbölcseleti jegyzetek. Budapest:[s.n.], 1883. 165 p.
- A jogbölcsészet általános tanai. [S.I.]:[s.n.], 1884. 233 p.
- A jog és állambölcsészet alaptanai. Budapest: Eggenberger, 1885. 349, [2] p.
- Pázmány Péter (1887)
- A jog és állambölcsészet feladatai (1888)
- The theory of law and civil society. London: T. Fischer Unwin, 1888, 443, 23 p.
- Az egyetemi kérdések Magyarországon; Eggenberger, Bp., 1889
- A munkáskérdés; Eggenberger, Bp., 1890
- A felekezetek szerepe az államéletben (1891)
- A nemzetiségről:előadás tartatott Lugoson a Szabad Liceum előadásai során, 1901. április 3-án. Budapest: Politzer Zs.., 1901. 8 p.
- Pulszky Ágost; vál., sajtó alá rend., bev., jegyz. Kupa László; Új Mandátum, Bp., 1999 (Magyar panteon)